# Shangying Shuiku
Shangying Shuiku (kinesiska: 上英水库) är en reservoar i Kina. Den ligger i provinsen Liaoning, i den nordöstra delen av landet, omkring 110 kilometer söder om provinshuvudstaden Shenyang. Shangying Shuiku ligger 82 meter över havet. Arean är 0,57 kvadratkilometer. Trakten runt Shangying Shuiku består till största delen av jordbruksmark. Den sträcker sig 0,7 kilometer i nord-sydlig riktning, och 1,2 kilometer i öst-västlig riktning.
Genomsnittlig årsnederbörd är 976 millimeter. Den regnigaste månaden är juli, med i genomsnitt 249 mm nederbörd, och den torraste är januari, med 7 mm nederbörd.